# Тишлер, Макс
Макс Тишлер (англ. Max Tishler; 30 октября 1906, Бостон — 18 марта 1989, Мидлтаун) — американский химик.

## Биография
Макс Тишлер родился в Бостоне, штат Массачусетс. Во время пандемии гриппа 1918 года работал в аптеке. Он изучал химию в Тафтском колледже и в 1928 получил степень бакалавра с отличием.
Затем он перешёл в Гарвардский университет и продолжил изучать химию. Получил степень магистра в 1933 году и доктора по органической химии в 1934 году.
С 1934 по 1937 годы преподавал в Гарвардском университете. В 1937 году он принял приглашение компании Merck и занялся организацией производства рибофлавина. В 1940-х годах он разработал процесс синтеза кортизона.
В 1970 году он ушёл из Merck и преподавал химию в Уэслианском университете.
Умер от эмфиземы в Мидлтауне, штат Коннектикут, 18 марта 1989 года.

## Награды
- Премия «Пионер химии» Американского института химиков (1968).
- Медаль Пристли (1970).
- Золотая медаль Американского института химиков (1977).
- Национальная научная медаль США (1987).
- Национальный зал славы изобретателей.
- Медаль Института промышленных исследований.